# Accord de libre-échange entre l'Australie et la Malaisie
L'accord de libre-échange entre l'Australie et la Malaisie est un accord de libre-échange signé le 22 mai 2012 et entré en application le 1er janvier 2013. L'accord vise à une suppression de la quasi-totalité des droits de douane entre les deux pays.